# Complesso natatorio del Foro Italico
O complesso natatorio del Foro Italico é um grande conjunto de infraestruturas desportivas para modalidades de natação que faz parte do Foro Italico em Roma.

## Histórico
Construída na década de 1930 no interior do então "Foro Mussolini" com projeto do arquiteto e engenheiro Costantino Costantini [it], encarnava perfeitamente os ditames do monumentalismo, embora existam claros elementos de pesquisa sobre a função racionalista da obra. Após a Segunda Guerra Mundial foi ampliado, por ocasião dos Jogos Olímpicos de Roma de 1960, através da construção do Stadio Olimpico del Nuoto [it], projetado pelos arquitetos  Enrico Del Debbio e Annibale Vitellozzi [it] e pelos engenheiros Musumeci e Morandi. O estádio, uma estrutura totalmente ao ar livre, inaugurado em 1959 com um torneio internacional de natação, pólo aquático e saltos ornamentais, estava equipado com 2 piscinas e diversos serviços conexos (chuveiros, restaurantes, área de circulação e convivência).

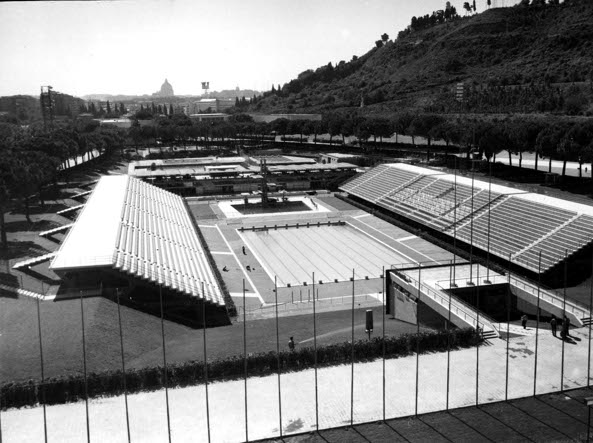
Vista do complexo em 1960.

Antecipando-se às competições olímpicas, o estádio foi equipado com um grande painel elétrico luminoso para sinalização dos resultados, cronometragem elétrica em frações de segundo e sistema elétrico para apuração de votos, considerado inovador para a época. Renovado pela primeira vez por ocasião do campeonato europeus de natação de 1983, em 1994 foi renovado e ampliado para o campeonato mundial de natação. Em 2000, o centro de natação foi ampliado com a construção de uma nova piscina exterior destinada exclusivamente ao pólo aquático (dimensões 33m x 25m). Em 2009 foi, pela segunda vez, sede do campeonato mundial de natação.
Em 2022 sediou o campeonato europeu de natação e saltos ornamentais: a arquibancada central foi coberta para a ocasião, a chamada "aranha", a estrutura acima da piscina que sustentava as luzes, foi substituída por quatro postes com luzes de LED ao longo do perímetro externo, uma nova arquibancada foi criada no lado mais curto da piscina com uma estrutura criada especificamente para a competição e foram adicionados dois passadiços que ligam o Estádio de Natação à piscina coberta de mosaicos e ao  Stadio Nicola Pietrangeli que sediou temporariamente o nado sincronizado, enquanto os campos 1 e 2 do adjacente  Circolo del Tennis foram palco de mergulhos de grandes alturas graças à instalação de uma piscina temporária e uma torre de 40 metros também temporária.

## Infraestrutura
O complesso natatorio del Foro Italico é composto por:
- Stadio Olimpico del Nuoto, projetado para os Jogos Olímpicos de 1960 em Roma, inaugurado em 1959. Inclui uma piscina aberta de 50 metros, equipada com duas arquibancadas cuja capacidade total é de cerca de 12.000 espectadores e uma piscina aberta para mergulho
- Piscina de 33 metros x 25 metros, descoberta no verão e coberta no inverno, é utilizada para jogos oficiais e treinos de pólo aquático
- Piscina externa de 25 metros
- Piscina suspensa, uma piscina coberta de 25 metros posicionada num corredor entre dois edifícios, suspensa acima do solo
- Piscina coberta de 50 metros com trampolim e plataforma de mergulho. Dotado de escada para público com capacidade para até 2.000 pessoas, é decorada com finos mosaicos nas paredes e na borda da piscina. Atualmente é utilizado para jogos oficiais de polo aquático, além de piscina de treinamento para natação, polo aquático e saltos ornamentais.

## Eventos sediados
- Natação nos Jogos Olímpicos de Verão de 1960
- Polo aquático nos Jogos Olímpicos de Verão de 1960